# 1771 en santé et médecine
| Années de la santé et de la médecine : 1768 - 1769 - 1770 - 1771 - 1772 - 1773 - 1774    |
| Décennies de la santé et de la médecine : 1740 - 1750 - 1760 - 1770 - 1780 - 1790 - 1800 |

Cet article présente les faits marquants de l'année 1771 en santé et médecine.

## Événements
- Peste en Russie[1].
- Fondation de l’École de l’Université de médecine par l'ordre de Saint-Jean de Jérusalem[2].
- Felice Fontana (1730-1805) demande au Grand-Duc Léopold II de financer un atelier de modelage de cires anatomiques à Florence dans le cadre du Musée d'histoire naturelle, plus tard connu sous le nom de La Specola[3].

## Publications
- Jean François Lavoisien publie le Dictionnaire portatif de médecine, d'anatomie, de chirurgie, de pharmacie, de chymie, d'histoire naturelle, de botanique et de physique[4].
- Louis Vitet (1736-1809) fait paraître le premier tome de Médecine vétérinaire contenant L'Exposition de la structure & des fonctions du Cheval & du Bœuf[5].
- Jean Goulin (1728-1799) et Anselme Jourdain (1731-1816) font éditer Le Médecin des dames, ou L'art de les conserver en santé [6].
- François Boissier de Sauvages de Lacroix (1706-1767) : Nosologie méthodique: dans laquelle les maladies sont rangées par classes, suivant le système de Sydenham, et l'ordre des botanistes[7],[8].

## Naissances

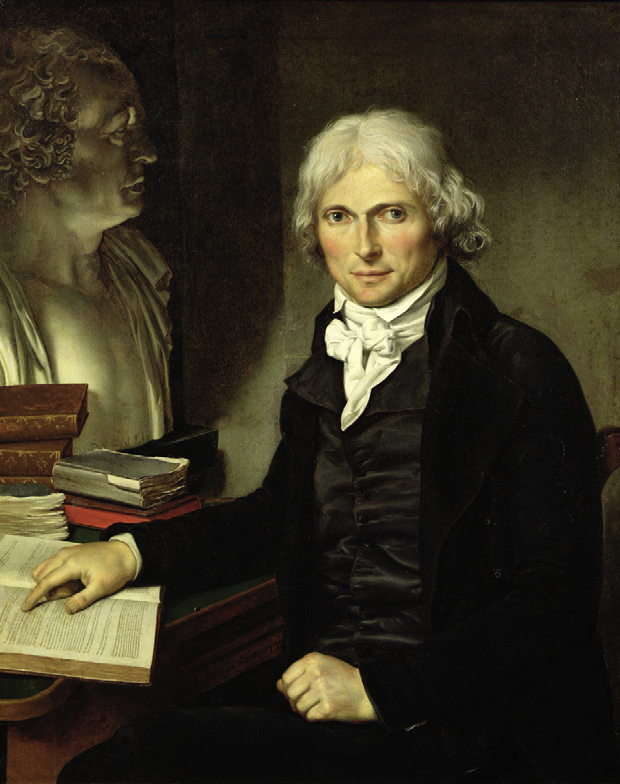
Xavier Bichat, par Pierre-Maximilien Delafontaine, 1799

- 28 janvier : Louis-Jacques Moreau de la Sarthe (mort en 1826), médecin et anatomiste français.
- 30 janvier : George Bass (disparu en mer en 1803), chirurgien dans la marine britannique.
- 5 mars : Wilhelm Daniel Joseph Koch (mort en 1849), médecin et botaniste allemand.
- 7 ou 25 mai : Johann Christian Rosenmüller (mort en 1820), chirurgien et anatomiste allemand.
- 14 juillet : Karl Asmund Rudolphi (mort en 1832), médecin et zoologiste allemand d’origine suédoise.
- 7 septembre : François Fournier de Pescay (mort en 1833), médecin et chirurgien français d'origine haïtienne.
- 13 octobre : Gotthelf Fischer von Waldheim (mort en 1853), médecin, naturaliste, paléontologue et anatomiste saxon devenu sujet russe, père d'Alexandre Grigorievitch Fischer von Waldheim (1803-1884) et le grand-père d'Alexandre Alexandrovitch Fischer von Waldheim.
- 14 novembre : Xavier Bichat (mort en 1802), médecin et anatomo-pathologiste français[9].

## Décès
- 22 mars : Raimondo di Sangro (né en 1710), inventeur, anatomiste, militaire, écrivain et académicien italien.
- 5 ou 6 décembre : Jean-Baptiste Morgagni (né en 1682), médecin anatomo-pathologiste italien.